# Thorvald Bindesbøll
Pour les articles homonymes, voir Bindesbøll.
Thorvald Bindesbøll, né le 21 juillet 1846 à Copenhague et mort le 27 août 1908 à Frederiksberg, est un architecte danois, fils de l'architecte Michael Gottlieb Bindesbøll. Il est le designer danois le plus remarqué de sa génération. Il a en effet laissé de nombreuses œuvres architecturales marquantes, ainsi que du mobilier, des sculptures et objets décoratifs. Son style formel épuré, bien que riche en ornementations, peut être considéré comme possédant déjà les caractéristiques du design scandinave qui connaîtra le succès dans les années 60. Il est connu aussi pour avoir créé, en 1904, l'identité visuelle actuelle de la bière Carlsberg.

## Biographie
Thorvald Bindesbøll est fils de l'architecte danois Michael Gottlieb Bindesbøll. Il fait ses études à l'École d'art et de design de Copenhague. Il réalise plusieurs bâtiments, par exemple en 1882-85 le manoir Hjuleberg en Halland, Suède pour Rudolph Puggaard. Il réalise aussi des sculptures comme la fontaine du dragon de la place de la mairie à Copenhague (avec Joakim Skovgaard). Il travaille cependant essentiellement pour les arts décoratifs, sur de nombreux supports (broderie, illustrations, argenterie) dans un style singulier proche de l'art nouveau. Il dessine des objets pour de nombreuses compagnies (J. Walmann Pottery, København Lervarefabrik, Kaehler keramik, A. Michelsen).
En 1900, il expose ses pièces d'argenterie et de céramique à l'Exposition universelle de Paris. Fervent admirateur de William Morris et de ses théories Arts & Crafts, ses productions sont aux antipodes des produits industriels de son époque. 

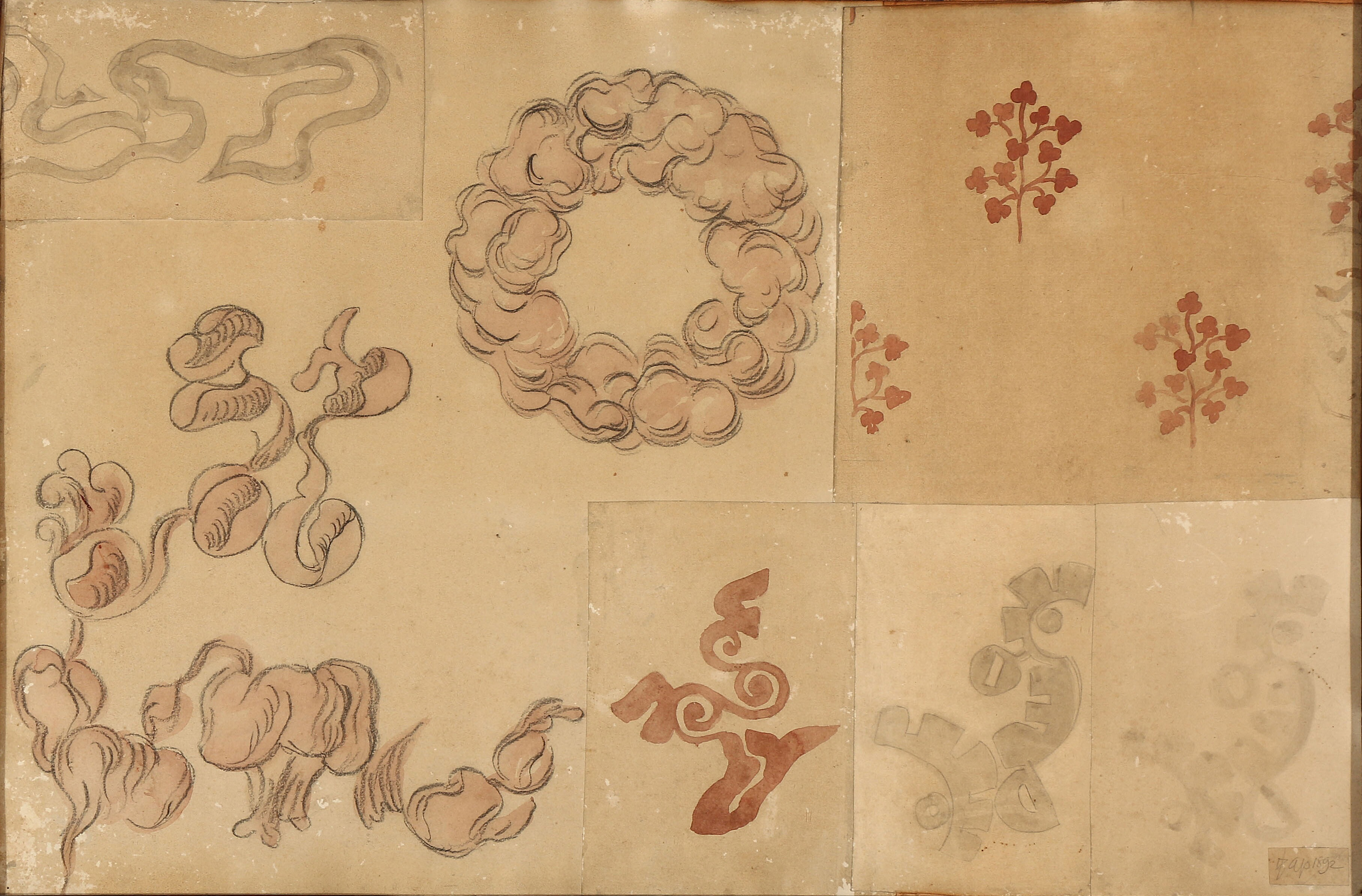
Divers dessins d'ornementations, réalisés à l'aquarelle par Thorvald Bindesbøll

## Galerie

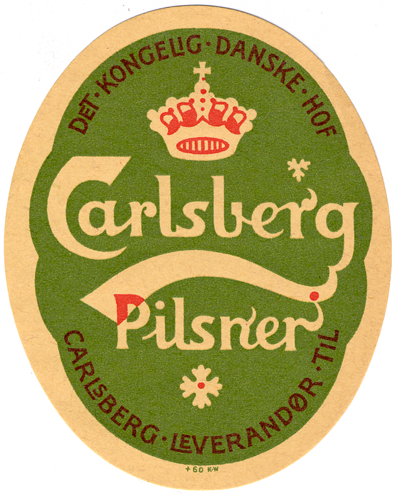
Le logo dessiné en 1904 Thorvald Bindesbøll